# Lenguas kaure-kapori
Las lenguas kaure-kapori son una pequeña familia lingüística de lenguas papúes identificada por el lingüista Malcolm Ross (2005). Está formada por el grupo kaure y el idioma kapori.

## Clasificación
La clasificación de Ross se basa en la comparación de los ponombres personales. La inclusión del kaure-kapori dentro fue propuesta por Stephen Wurm (1975) (cuya propuesta de inclusión incluía sólo al grupo kaure), como la evidencia disponible no permite reconstruir los pronombres personaes, esta inclusión no es aceptada en la clasificación de Ethnologue (2009).
- Kaure-Kapori
  - Kapori
  - Subfamilia kaure: Kaure, Kosadle, Narau.